# 格里維察鄉 (瓦斯盧伊縣)

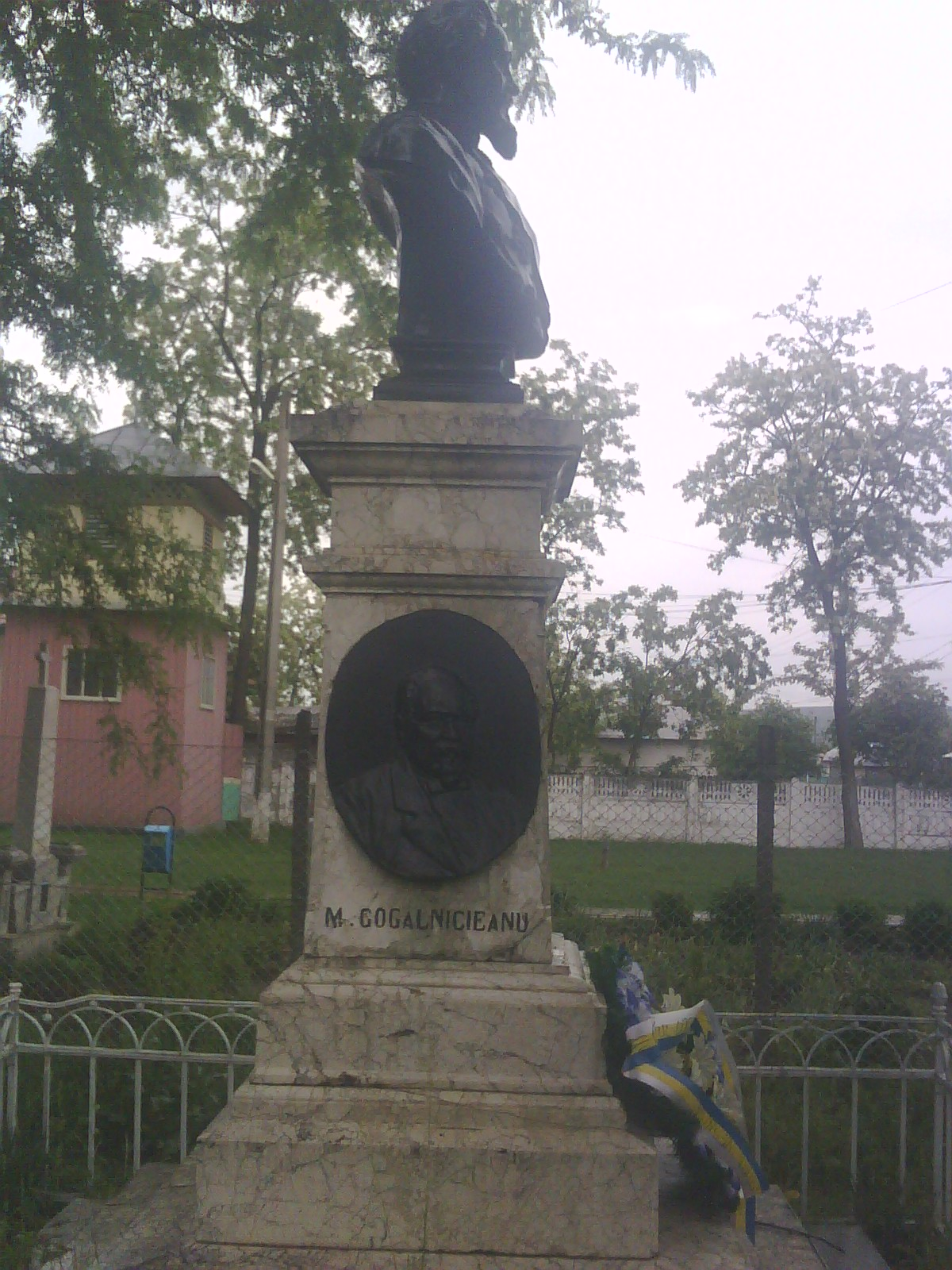

45°43′N 27°39′E / 45.717°N 27.650°E
格里維察鄉（羅馬尼亞語：Comuna Grivița, Vaslui），是羅馬尼亞的鄉份，位於該國東北部，由瓦斯盧伊縣負責管轄，面積64平方公里，海拔高度167米，2007年人口3,693，人口密度每平方公里58人。